# Paranavaí
Paranavaí, amtlich Município de Paranavaí, ist eine Großstadt im Bundesstaat Paraná im Süden Brasiliens, die am 14. Dezember 1952 gegründet wurde. Paranavaí liegt im Nordwesten von Paraná und grenzt an den Bundesstaat São Paulo.
Die Bevölkerungszahl betrug laut Volkszählung von 2010: 81.590 Einwohner, die Paranavaienser genannt werden. Am 1. Juli 2021 wurde die Bevölkerungszahl vom Statistikamt IBGE auf 89.454 Einwohner geschätzt. Sie steht damit an 24. Stelle nach Bevölkerungszahl der 399 Gemeinden in Paraná.
Die Entfernung zur Hauptstadt Curitiba beträgt 504 km, die Höhe liegt bei 425 Metern, die Gesamtfläche beträgt rund 1202,3 km², die Bevölkerungsdichte hat sich von 67,9 (2010) auf 74 (2020) Einwohner pro km² erhöht.

## Toponymie
Der Name ist ein Neologismus aus den Flüssenamen Rio Paraná und Rio Ivaí.

## Geschichte
Paranavaí gehört zu einem erst in jüngerer Zeit als Siedlungsgebiet erschlossenen Teil Paranás. Durch ein staatliches Gesetz vom 11. Oktober 1947 wurde zunächst durch Ausgliederung von Gebieten der Städte Tibagi, Londrina, Rolândia und Apucarana der Distrito de Mandaguari gegründet, der zum Munizip Mandaguari gehörte. Die Gründung als eigenständiges Munizip wurde durch Gesetz Nr. 790 vom 14. November 1951 beschlossen und trat am 14. Dezember 1952 nach den erforderlichen lokalen Wahlen für die Gemeindevertretung in Kraft.

### Vorgeschichte und Kolonialzeit
Nachdem Vertrag von Tordesilhas (1492) gehörten 90 % des heutigen Bundesstaates Paraná einschließlich des Gebiets von Paranavaí zur Krone von Kastilien. Die Demarkationslinie ging von Belém do Pará bis Paranaguá. Zu Beginn des 16. Jahrhunderts drangen Spanier und Portugiesen fast zeitgleich ein und führten die ersten Kämpfe um den tatsächlichen Besitz des Landes. So waren die Entdeckung, Rodung und Besiedlung des Landes, das heute den Bundesstaat Paraná ausmacht, das Werk von Kastiliern, Portugiesen und Bandeirantes aus São Paulo. Diese begannen ab 1602, Einstiege in den Sertão guairenho über Indianerpfade, Flüsse und die steilen Picadas des Hinterlandes zu schaffen. Aus der Anfangszeit stammt die Erkundung der ersten Wege wie dem Peabiru-Weg, dem Cubatão-Weg, dem Weg von Itupeva (São Paulo) nach Arraial do Cabo (Rio de Janeiro) oder dem Weg von Sorocaba (São Paulo) nach Viamão (bei Porto Alegre). Diese wurden im 16. Jahrhundert von verschiedensten Expeditionen benutzt.
Ab 1554 existierten bereits die jesuitischen „Reduktionen“ und die Städte der Republik Guairá in den Becken der Flüsse Paranapanema, Ivaí, Tibagi, Piquiri und Paraná. Bandeirantes aus São Paulo zerstörten um 1631 die Reduktionen und verschleppten oder vertrieben die Bewohner. Die Xetá-Indianer, ein Tupi-Guarani-Stamm, die einst die nordwestliche Paraná-Region mit Schwerpunkt in der Serra de Dourados beherrschten, sind heute fast ausgestorben. Ende des 20. Jahrhunderts gab es nur noch acht Überlebende.
Nordparaná war von da an während fast vier Jahrhunderten vergessen und verlassen und wurde nur von Reisenden, Bandeirantes, europäischen Entdeckern und Truppen besucht. Immer wieder drangen sowohl paraguayische als auch brasilianische Truppen in die Region ein. Sie benutzten dabei die Routen über die Flüsse Paraná, Paranapanema, Pirapó, Ivaí, Tibagi und Iguaçu oder auch den legendären präkolumbianischen Peabiru-Weg, der in Peru begann, die Anden überquerte und über Foz do Iguaçu, Guarapuava und Ponta Grossa bis nach São Vicente in São Paulo führte. Vom Peabiru-Weg führte eine Verzweigung vom Westen von Paraná zum äußersten Nordwesten über São João do Caiuá, Santo Antonia do Caiuá in Richtung São Paulo.
Mit dem Vertrag von Santo Ildefonso wurde das Gebiet von Paranavaí 1777 Portugal übereignet. Bis dahin hatte es offiziell zu Paraguai gehört. Da das Land ohne Gold, Edelsteine oder andere Bodenschätze keinen wirtschaftlichen Nutzen versprach, war das Interesse an seiner Erforschung gering. Erst 1810 genehmigte König Johann VI. die Vergabe von Sesmarien (Lehen) im Hinterland von Paraná.

### Erster Siedlungskern
Bis zum Jahr 1920 war das Gebiet weitgehend unbewohnt. Es hatte zwar schon 1902 Kaffeepflanzungen gegeben, die von Presidente Prudente aus bewirtschaftet wurden. Sie waren aber wirtschaftlich nicht von nachhaltigem Erfolg. So bestand das Gebiet 1920 aus unbebautem Land, das dem Staat gehörte. Von diesem Zeitpunkt an begann die Besiedlung und Kolonisierung der Region. Die Abfolge von Landstreitigkeiten in der Region veranlasste die Regierung, das Land an kolonisierende Unternehmen zu vergeben. Das Land um Paranavaí kam an die Companhia Brasileira de Viação e Comércio (Braviaco). Sechs Jahre später wurde mit dem Bau einer Straße vom Pirapó nach Porto São José am Paraná begonnen. Das einzige Kommunikationsmittel war bis dahin eine alte Straße gewesen, die von Presidente Prudente im Bundesstaat São Paulo ausgehend den Paranapanema in Ost-West-Richtung überquerte und den Ort erreichte, wo später Paranavaí entstand.
Der erste Siedlungskern entstand in der ehemaligen „Fazenda Montoia“, die sich an der gleichen Stelle befand, an der heute die „Fazenda Experimental do Estado“ ist. Dort gab es 1930 bereits ein Standesamt, Montoia war also zu dieser Zeit schon ein Gerichtsbezirk. Die Gründung von Montoya im Jahr 1929 und die Nachricht von fruchtbarem und freiem Land für diejenigen, die es in Besitz nehmen wollten, zog neue Einwanderungswellen in die Region. Dieses Mal kamen die Menschen aus dem Nordosten – Bahia, Pernambuco, Paraíba, Alagoas, Rio Grande do Norte, Ceará. Die meisten von ihnen wurden durch Gelbfieber dezimiert.

### Fazenda Velha Brasileira
Ab 1930 verlagerte sich die Siedlungstätigkeit rasch auf die Fazenda Velha Brasileira (das heutige Stadtgebiet von Paranavaí), auf deren jungfräulichem und fruchtbarem Boden nicht weniger als eine Million Kaffeebäume gepflanzt wurden. Der unerschöpfliche Überfluss des Landes der Fazenda Velha Brasileira zog in kurzer Zeit Menschen aus dem ganzen Land an. Die Fazenda Velha Brasileira – entstanden unter der Inspiration von Dr. Lindolfo Collor, einem der Anführer der Revolution von 1930 und Autor der brasilianischen Arbeitsgesetzgebung – wurde zu seinem Eigentum.

### Colônia Paranavaí
Aufgrund des „Dekrets Nr. 800“ vom 8. April 1931 von General Mário Tourinho, dem damaligen Bundesinterventor (Bezeichnung für Gouverneur in der Ära Vargas) von Paraná, kehrten die Ländereien von Paranavaí in das Eigentum des Staates zurück, wobei ihre Parzellierung genehmigt wurde. Zu dieser Zeit begann der Verfall des Munizips. Aufgrund der bestehenden Bürokratie kam es zu einem regelrechten Exodus der Bevölkerung. Erst nach 1944 wurde die Parzellierung unter Leitung von Dr. Francisco de Almeida Faria wieder aufgenommen. Vermutlich zu diesem Zeitpunkt erhielt die Ortschaft den Namen Colônia Paranavaí.

### Estrada Boiadeira
In Anbetracht der Tatsache, dass die Kolonie verkehrsmäßig nur mit dem Bundesstaat São Paulo verbunden war, verfügte der Interventor Manoel Ribas die Eröffnung einer Schneise, die Paranavaí über Arapongas mit dem Rest des Bundesstaates verbinden sollte. Diese Straße wurde 1939 von Kapitän Telmo Ribeiro erneut eröffnet und verbessert. Sie war seit ihrer Eröffnung als Estrada Boiadeira (Viehtriebstraße) bekannt.

### Wiederaufleben der Entwicklung mit dem Kaffeezyklus
Zu den jüngsten Regionen des Staates Paraná, die durch den Kaffeezyklus (Mitte des 19. Jahrhunderts bis 1930) besiedelt und kolonisiert wurden, gehört der Nordwesten des Staates. Paranavaí erlebte ab 1944 einen wirtschaftlichen Aufschwung und Fortschritt ohne Unterbrechung, auch nicht durch die katastrophalen Fröste von 1953 und 1955. Um die erste Kapelle zu bauen, wurde der Urwald abgeholzt. Die erste Messe wurde am 25. Dezember 1944 von Padre João Guerra zelebriert.
Die Kaffeekultur herrschte bis in die 1970er Jahre vor, dann gewannen Viehzucht und Maniok an Raum und nach und nach entstanden Orangenhaine. Zu dieser Zeit wurden auch Baumwolle, Mais und Bohnen angebaut, die große Industrien wie Matarazzo, Esteves und McFaden anzogen.

### Gründung des Munizips
Das Munizip wurde mit der Abtrennung von Mandaguari durch das Staatsgesetz Nr. 790 vom 14. November 1951 gegründet. Die feierliche Einsetzung erfolgte am 14. Dezember 1952 mit der Amtseinführung des ersten Bürgermeisters, des Arztes José Vaz de Carvalho, und der Konstituierung des Stadtrates. Zum Zeitpunkt seiner Gründung bestand das Munizip Paranavaí nur aus zwei Bezirken: Catarinenses und Porto São José.

### Comarca Paranavaí
Die Verwaltung von José Vaz de Carvalho brachte die Stadt so weit voran, dass sie 1953 durch das Staatsgesetz Nr. 1542 vom 14. Dezember zum Sitz des Gerichtsbezirks Comarca Paranavaí erhoben und diese am 1. März 1954 als Gerichtsbezirk der zweiten Instanz installiert wurde. Im Jahr 2012 wurde der Gerichtsbezirk zur höchsten Ebene der Gerichtsbarkeit von Paraná erhöht, zuständig neben Paranavaí für die Munizipien Amaporã, Nova Aliança do Ivaí und Tamboara. Es verfügt über zwei Zivilgerichte, zwei Strafgerichte, ein Gericht der Sondergerichtsbarkeit und ein Familiengericht und Nebenstellen, sowie Grundbuchamt, Gerichtsvollzieher, Standesamt und Notare.

### Ende des Kaffeezyklus und Diversifizierung der Wirtschaft
Die Fröste von 1953 und 1955 dezimierten die Kaffeeplantagen, die Haupteinnahmequellen der Bevölkerung. Der Anbau wurde zwar wieder aufgenommen, aber der Kaffee erhielt den Gnadenstoß mit den Frösten 1975, als er den Viehweiden wich.
Zu dieser Zeit war der Kaffee bereits unproduktiv geworden. Die verschuldeten Kaffeebauern forderten Geld von der Bundesregierung. Die Lösung der Regierung bestand darin, die Rodung zu fördern und den Bauern Preise zu zahlen, die manchmal den Wert des Landes selbst überstiegen. Der Zugang zu diesem Geld war an die Bedingung geknüpft, fünf Jahre lang Getreide anzupflanzen, danach sollte die Anlage von Viehweiden erlaubt werden. Es ist bekannt, dass die Frist oft nicht eingehalten wurde, was das Vordringen der Viehzucht beschleunigte.
Die Diversifizierung der Kulturen – Rinder, Maniok, Orangen, Mais, Bohnen und das Wiederaufleben des Kaffees neben der kürzlich erfolgten Einführung der Zitrus- und Saftindustrie – festigten die Landwirtschaft als Wohlstandsgenerator in der Region von Paranavaí. Parallel dazu hat Paranavaí den Aufbau einer modernen Industrie als neues Entwicklungsziel beschlossen.

### Auszeichnungen
Im Jahr 1956 erhielt Paranavaí in einem vom brasilianischen Gemeindeverband ausgeschriebenen Wettbewerb eine Ehrenurkunde als eins der fünf Munizipien mit dem größten Fortschritt und der größten Entwicklung in Brasilien. Die Urkunde wurde vom damaligen Präsidenten der Republik Juscelino Kubitschek überreicht.

### Chronik des Gebiets von Paranavaí seit 1648
|                    | Gründung von | ausgegliedert aus |
| 29. Juli 1648      | Paranaguá    | per Carta Régia   |
| 29. März 1693      | Curitiba     | Paranaguá         |
| 24. September 1788 | Castro       | Curitiba          |
| 18. März 1872      | Tibagí       | Castro            |
| 23. Februar 1920   | São Jerônimo | Tibagí            |
| 14. März 1929      | Jataí        | São Jerônimo      |
| 3. Dezember 1934   | Londrina     | Jataí             |
| 30. Dezember 1943  | Apucarana    | Londrina          |
| 10. Oktober 1947   | Mandaguari   | Apucarana         |
| 14. Dezember 1952  | Paranavaí    | Mandaguari        |

### Ausgründung neuer Munizipien
Die rasante Entwicklung der Gemeinde führte dazu, dass Paranavaí durch das "Gesetz Nr. 253" vom 26. November 1954 in die folgenden autonomen Gemeinden aufgeteilt wurde: Querência do Norte, Santa Cruz de Monte Castelo, Santa Isabel do Ivaí, Loanda, Nova Londrina, Terra Rica, Paraíso do Norte, Tamboara und São Carlos do Ivaí. Diese Munizipien wurden nach den Wahlen vom 3. Oktober 1955 installiert. Im Jahr 1956 wurde die Comarca von Loanda geschaffen, zu der die ersten fünf Gemeinden zählen.

## Stadtgliederung und Stadtverwaltung
Das Gemeindegebiet ist seit 1979 in fünf Distrikte aufgeteilt: Paranavaí, Cristo Rei, Deputado José Alonso, Graciosa und Sumaré.  Diese umfassen rund 50 Bairros.
Stadtpräfekt (Bürgermeister) war für die Amtszeit 2013 bis 2016 Rogério Lorenzetti (PMDB), der bei den Kommunalwahlen 2016 nicht mehr antrat. Als neuer amtierender Stadtpräfekt seit 1. Januar 2017 wurde mit 26.576 Stimmen „Caique“ oder „Delegado Kiq“ Carlos Henrique Rossato Gomes von der PSDB gewählt, der bei der Kommunalwahl in Brasilien 2020 für die Partei Podemos wiedergewählt wurde.
Die Legislative liegt bei der Câmara Municipal, der Stadtverordnetenkammer oder Stadtrat aus zehn gewählten Mitgliedern.
Paranavaí ist Sitz der römisch-katholischen Diözese Bistum Paranavaí.

## Geografie

### Gewässer
Der Ribeirão Caiuá fließt nach Norden zum Paranapanema, der die nördliche Grenze des Munizips bildet.
Der Ribeirão Paranavaí fließt nach Südwesten zum Ivaí.

### Bundesstraßen
Paranavaí liegt an der Rodovia do Café (BR-376) zwischen Maringá und Nova Londrina.

### Nachbarmunizipien
| Terra Rica, Guairaçá          | Euclides da Cunha Paulista, Teodoro Sampaio | Santo Antônio do Caiuá, São João do Caiuá |
| Amaporã                       | Kompassrose, die auf Nachbargemeinden zeigt |                                           |
| Mirador, Nova Aliança do Ivaí | Tamboara                                    | Alto Paraná                               |

## Infrastruktur und Verkehr
Der Flughafen in Paranavaí heißt Edu Chaves Airport (IATA: PVI, ICAO: SSPI).

## Sport
In Paranavaí befindet sich der Fußballverein AC Paranavaí sowie das Stadion Estádio Valdemiro Wagner mit 25.000 Plätzen.

## Söhne und Töchter der Stadt
- Adalberto Donadelli Júnior (* 1974), römisch-katholischer Geistlicher, Bischof von Rio do Sul
- João Miranda (* 1984), Fußballspieler
- Diogo Silvestre Bittencourt (* 1989), Fußballspieler
- Rafael Vinicius Carvalho Longuine (* 1990), Fußballspieler
- Zeca (* 1994), Fußballspieler
- Arthur Diego Mariano Lanci (* 1996), Beachvolleyballspieler
- Adrielson Dos Santos Silva (* 1997), Beachvolleyballspieler
- Diego Landis (* 1998), Fußballspieler